# António Carrilho
António José Cavaco Carrilho (ur. 11 kwietnia 1942 w Loulé) – portugalski duchowny rzymskokatolicki, biskup Funchal w latach 2007-2019.

## Życiorys
Święcenia kapłańskie otrzymał 28 lipca 1965 i został inkardynowany do diecezji Porto. Był m.in. ojcem duchownym w niższym seminarium, wikariuszem biskupim ds. duszpasterskich oraz dyrektorem krajowego sekretariatu ds. edukacji katolickiej.
22 lutego 1999 papież Jan Paweł II mianował go biskupem pomocniczym Porto, ze stolicą tytularną Tamalluma. Sakry biskupiej udzielił mu 29 maja 1999 bp Manuel Madureira Dias.
8 marca 2007 został mianowany biskupem ordynariuszem diecezji Funchal na Maderze. 12 stycznia 2019 papież Franciszek przyjął jego rezygnację oraz mianował następcę bp Nuno Brás, dotychczasowo biskupa pomocniczego Patriarchatu Lizbony.